# Ichneumon aranearum
Ichneumon aranearum är en stekelart som beskrevs av Anders Jahan Retzius 1783. Ichneumon aranearum ingår i släktet Ichneumon och familjen brokparasitsteklar. Arten är reproducerande i Sverige. Inga underarter finns listade i Catalogue of Life.